# AS FAR Rabat
AS FAR Rabat, Association Sportive des Forces Armées Royales (arab. نادي الجيش الملكي) – marokański klub piłkarski, grający w pierwszej lidze, mający siedzibę w mieście Rabat, stolicy kraju.

## Historia

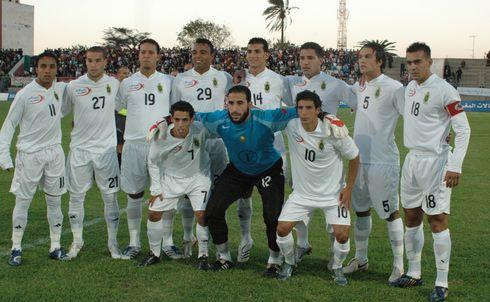
AS FAR w sezonie 2007/08

Klub został założony w 1958 roku niedługo po odzyskaniu przez Maroko niepodległości jako Forces Armées Royales i obok Wydadu Casablanca jest najbardziej utytułowanym zespołem w kraju. Swój pierwszy sukces osiągnął w rok po utworzeniu, w 1959, kiedy to zdobył Puchar Maroka. W 1960 roku został wicemistrzem kraju, a w 1961 wywalczył swoje premierowe mistrzostwo. 
W 1985 roku AS FAR został pierwszą marokańską drużyną, która zdobyła tytuł kontynentalny, wygrywając Puchar Mistrzów pokonując w finale zairski AS Bilima (5:2, 1:1). Zespół ma na koncie także zdobyty Puchar Konfederacji CAF w 2005 roku (0:1, 3:0 z nigeryjskim Dolphins FC).
8 lutego 2025 roku trenerem klubu został Alexandre Santos.

## Sukcesy
- 1. liga
  - mistrzostwo (13): 1961, 1962, 1963, 1964, 1967, 1968, 1970, 1984, 1987, 1989, 2005, 2008, 2023
  - wicemistrzostwo(7): 1960, 1971, 1991, 2004, 2006, 2007, 2012

- Puchar Maroka
  - zwycięstwo (12): 1959, 1971, 1984, 1985, 1986, 1999, 2003, 2004, 2007, 2008, 2009, 2020
  - finał (5): 1988, 1990, 1996, 1998, 2012

- Superpuchar Maroka
  - zwycięstwo (4): 1959, 1961, 1962, 1963

- Liga Mistrzów CAF
  - zwycięstwo: 1985

- Puchar Konfederacji CAF
  - zwycięstwo: 2005
  - finał: 2006

- Puchar Zdobywców Pucharów Afryki
  - finał: 1997

- Superpuchar Afryki
  - finał: 2005

## Skład w sezonie 2020/2021
Wprowadzono 30 maja 2021.
| Nr | Poz. | Piłkarz              |
| -- | ---- | -------------------- |
| 1  | BR   | Mohamed Baayou       |
| 2  | OB   | Brahim Dahmoun       |
| 4  | PO   | Yannick Bangala      |
| 5  | NA   | Imad Errahouli       |
| 6  | OB   | Omar Jerrari         |
| 7  | NA   | Reda Slim            |
| 8  | PO   | Aboubacar Toungara   |
| 9  | NA   | Abdelilah Amimi      |
| 10 | NA   | Zakaria Fati         |
| 11 | PO   | Khalid Aït Ouarkhane |
| 12 | BR   | Hassan Doughmi       |
| 13 | PO   | Hamza Moujahid       |
| 14 | NA   | Joseph Guédé Gnadou  |
| 15 | OB   | Diney Borges         |

| Nr | Poz. | Piłkarz                   |
| -- | ---- | ------------------------- |
| 17 | PO   | Jalal Daoudi (kapitan)    |
| 18 | NA   | Mohammed Fikri            |
| 19 | OB   | Anouar Tarkhatt           |
| 20 | OB   | Ayman Chabani             |
| 22 | BR   | Ayoub Lakred              |
| 25 | OB   | Reda Mhannaoui            |
| 26 | OB   | Jad Assouab               |
| 27 | PO   | Mohamed El Khaloui        |
| 29 | OB   | Mohamed Moufid            |
| 30 | PO   | Ayoub El Malyani          |
| 31 | NA   | Hamza Igamane             |
| 34 | PO   | Mohamed Rabie Hrimat      |
|    | OB   | Mohamed El Mahdi Barkaoui |
|    | PO   | Hatim Essaoubi            |